# بيدرو أوخينيو أرامبورو
بيدرو أوخينيو أرامبورو (بالإسبانية: Pedro Eugenio Aramburu) (و. 1903 – 1970 م) هو سياسي من الأرجنتين ولد في ريو كوارتو، قرطبة.

## روابط خارجية
- بيدرو أوخينيو أرامبورو على موقع مونزينجر (الألمانية)